# Lycische Weg

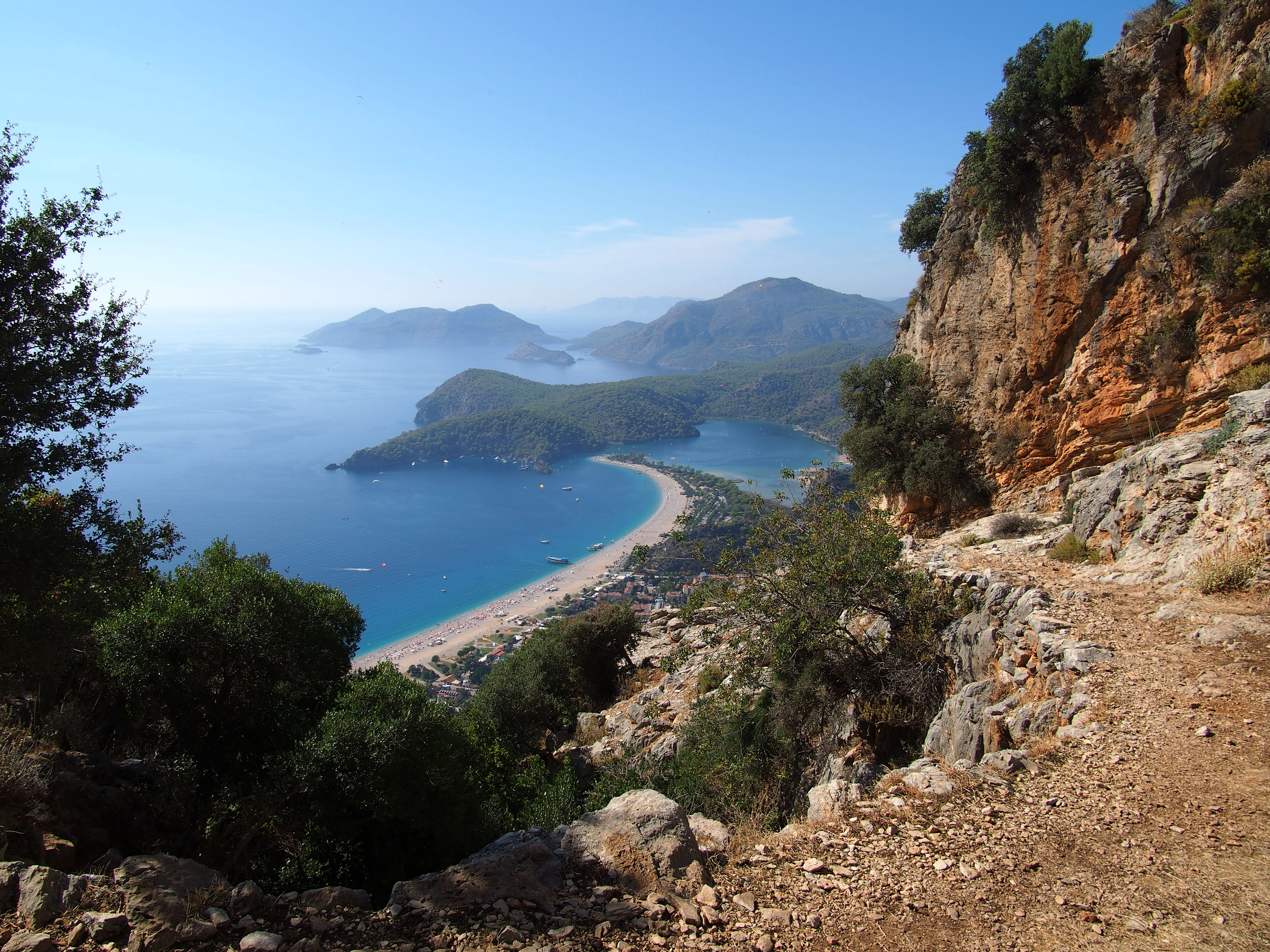

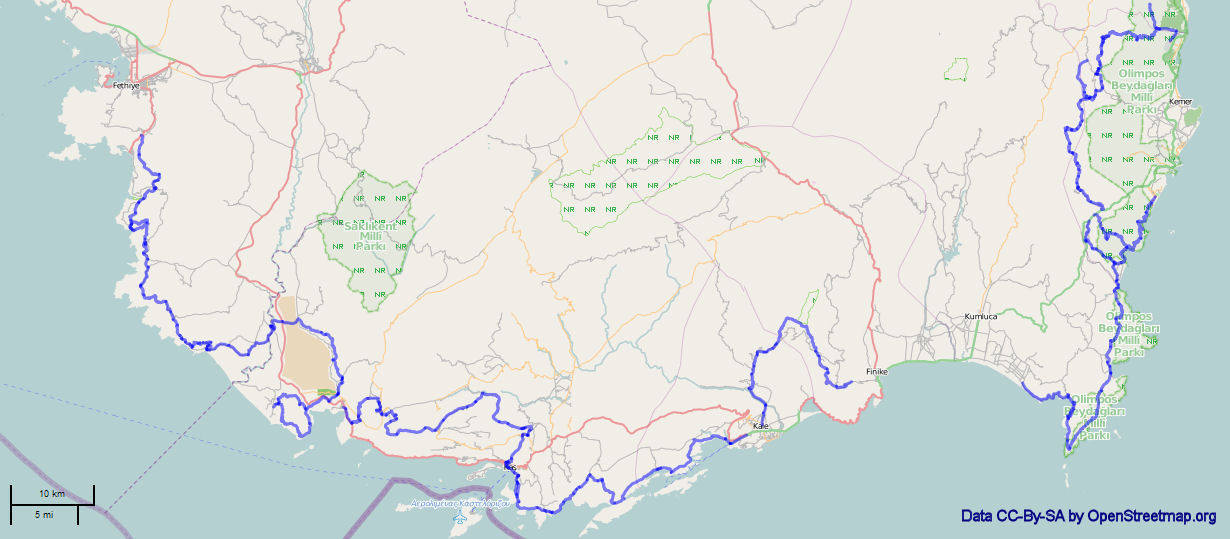
Route van de Lycische weg

De Lycische Weg (Turks: Likya Yolu) is een langeafstandswandelpad in Turkije om een deel van de Lycische kust. Het is ongeveer 400 km lang en strekt zich uit van Ölüdeniz, in de buurt van Fethiye, tot aan Geyikbayırı, ongeveer 20 kilometer van Antalya. Het is bewegwijzerd met rode en witte strepen.
Volgens The Sunday Times is het een van 's werelds top tien wandelroutes.

## Gemeenschappen langs de route
Plaatsen langs het parcours (niet volledig):
Ölüdeniz, Faralya, Kabak, omweg naar Sidyma, Bel, Gavurağılı, Letoon, Kınık (Xanthos), Akbel, Gelemiş dorp en ruïnes van Patara Lycia, Kalkan, Sarıbelen, Gökçeören, Kaş, Üçağız, Kale, Demre, Kumluca, Belören, Zeytin, Alakilise, İncegeriş T, Belos, Finike, Kumluca, Mavikent, Karaoz, Cape Gelidonya, Adrasan, Olympos, en Çıralı.
Hier splitst het pad zich in 2 routes: 
- Langs de kust: Tekirova, Phaselis, Asagikuzdere, Goynuk Yaylasi, Hısarçandır, Çitdibi, Geyikbayırı.
- Boven: Ulupınar, Kemer, Ulupınar, Beycik, Kemer, Beycik, Yukari Beycik, Mt Olympos, Yayla Kuzdere, Gedelme, Goynuk Yaylasi, waar het samenkomt met de kustpad.